# Rete tranviaria di Valenciennes
La rete tranviaria di Valenciennes è formata da due linee, aperte rispettivamente nel 2006 e nel 2014, e ha una lunghezza complessiva di circa 33 km.

## Storia

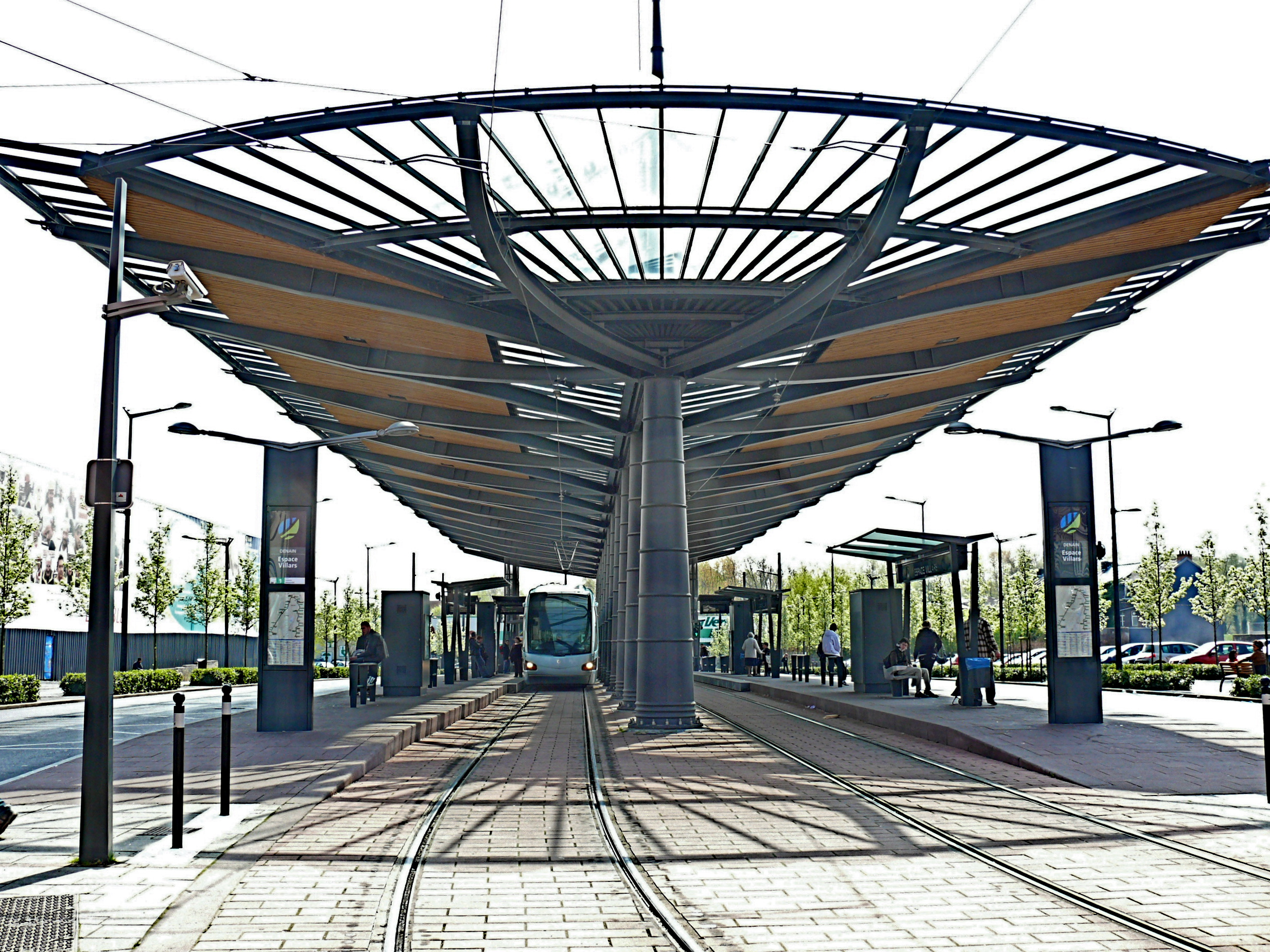
Terminale di Espace Villars a Denain

Dopo la chiusura dell'antica ed estesa rete tranviaria, Valenciennes e il suo circondario hanno utilizzato esclusivamente il trasporto su strada, pubblico o privato, ma ciò ha prodotto negli ultimi decenni la saturazione delle strade e sempre più inaccettabili perditempi per gli spostamenti. L'offerta di trasporto pubblico, sensibilmente inferiore a quella di altri agglomerati assimilabili, ha quindi reso evidenti i suoi limiti e negli anni novanta del XX secolo sono stati intrapresi studi di settore per la ricerca di soluzioni adeguate. Nel 1992, il SITURV esaminò uno studio approntato dall'Institut national de recherche sur les transports et leur sécurité che focalizzava i rischi conseguenti alla saturazione dell'agglomerato urbano entro il 2010 se non si fosse trovato un correttivo alla situazione. Venne quindi presa in considerazione la costruzione di un sistema automatico VAL in sede propria.
Nel 1994 vennero intrapresi i primi studi per la creazione di una tranvia e si propose una consultazione popolare tra il 1995 e il 1996, in seguito alla quale vennero fatti nuovi studi nel 1997.
Nel febbraio del 1998 il progetto venne preso in considerazione e il SITURV (Syndicat Intercommunal pour les Transports Urbains de la Région de Valenciennes), l'autorità organizzatrice dei trasporti formata dalle comunità di agglomerazione urbana di Valenciennes Métropole e di Porte du Hainaut, decise la costruzione di una nuova linea nel marzo del 1998.
Oltre ai soliti obbiettivi di miglioramento dell'offerta di trasporto, c'era anche l'intento di contribuire a cambiare l'immagine di Valenciennes, penalizzata dal crollo della sua industria pesante, avvicinando di fatto i quartieri popolari decentrati, in particolare Briquette e Dutemple e l'area industriale abbandonata di Croix d'Anzin, per promuoverne la riconversione.
La seconda linea di tram, di 15,5 km con 27 fermate, è stata inaugurata il 13 dicembre 2013 ma attivata solamente il 24 febbraio 2014 collegando il centro della città con Vieux-Condé. Il tracciato è in buona parte a binario unico e una sezione, da Porte de Paris ad Anzin, è comune alla linea A. Nel mese di ottobre del 2010 erano stati ordinati ad Alstom 7 nuovi tram tipo Citadis in vista dell'attivazione della seconda linea alla quale sono stati assegnati 10 convogli.